# Rabi’a (Latakia)
Rabi’a (arab. ربيعة) – miasto w Syrii, w muhafazie Latakia. W 2004 roku liczyło 1986 mieszkańców.